# Микаелян, Александр Львович
Александр Львович Микаелян (1928—1991) — армянский советский хирург. Основоположник сердечно-сосудистой хирургии и трансплантологии в Армении. Доктор медицинских наук (1963), профессор (1965), член-корреспондент АН АрмССР (1986).

## Биография
Родился 29 августа 1928 в Грузии, в городе Тбилиси, где провел детство и школьные годы.
В 1953 году окончил лечебный факультет II МГМИ им. И.B. Сталина по специальности лечебное дело. Как кардиохирург и ученый А. Л. Микаелян сформировался в юношеские и молодые годы своей жизни, пройдя со студенческих лет блестящую школу хирургии под руководством таких корифеев, как А. Н. Бакулев, Е. Н. Мешалкин, Б. В. Петровский и школу патофизиологии всемирно известного физиолога В. В. Парина.
До 1961 года работал в 1-й Городской больнице Москвы, в Институте грудной хирургии АМН СССР.
B 1961 году был приглашен Президиумом Академии наук Арм. ССР для организации службы кардиохирургии и начал её в качестве заведующего отделом хирургии сердца в недавно созданном Институте кардиологии и сердечной хирургии АН Арм. ССР, расположенном в небольшой больнице КАНАЗ-а, одновременно внедряя службы анестезиологии, реаниматологии и искусственного кровообращения (ИК), а также принимая активное участие в организации и строительстве новых корпусов (клинического и экспериментального) для Института кардиологии и сердечной хирургии.

## Карьера
В 1968 организовал в институте лабораторию биологической несовместимости, а в 1971 начал в районе Канакера г.Еревана строительство Армянского центра трансплантации (ЦТР), медицинские аспекты которого были разработаны им в 1968—1969. Был одним из инициаторов строительства нового современного Центра для Института кардиологии и сердечной хирургии АН Арм. ССР, переименованного в 1972 г. в Институт кардиологии МЗ Арм. ССР им. академика Л. А. Оганесяна, где возглавил Сектор сердечно-сосудистой хирургии и пересадки органов МЗ Арм. ССР и развернул первое в Республике отделение нефрологии и хронического гемодиализа. Далее, в 1974 на базе этого Сектора и строящихся корпусов ЦТР А. Л. Микаелян создал крупнейший многопрофильный Центр хирургии в Закавказье — Ереванский филиал ВНЦХ МЗ СССР с санаторно-курортным Реабилитационным отделом в г. Степанаване.
Главной научной проблемой Филиала, утвержденной МЗ СССР было предложенное А. Л. Микаеляном новое фундаментальное направление в хирургии «Кровоснабжение, метаболизм и функция органов при реконструктивных операциях».
Для успешного развития этой проблемы МЗ СССР была утверждена соответствующая структура Филиала. В дальнейшем она была дополнена А. Л. Микаеляном последовательным открытием новых подразделений: Республиканским центром для лечения нарушений ритма сердца и электростимуляции (1979); лабораторией микроциркуляции (1980); лабораторией терапии болевых синдромов (1980); отделением микрохирургии (1980), где в 1985 им были проведены первые пересадки почки, а сотрудники отделения микрохирургии под его руководством осуществили первые пересадки пальцев, суставов, мышц, костей и сложных мышечных лоскутов. И далее, на базе этого отделения был создан Республиканский центр микрохирургии (1986). B 1986 г. А. Л. Микаелян создает в Филиале лабораторию гипербарической оксигенации (ГБО) и отделение гравитационной хирургии с комплексом активных техник детоксикации организма (плазмаферез, гемосорбция, гемофильтрация, лазерное и ультрафиолетовое облучение аутокрови), a в 1990 г. — Центр пластической и реконструктивной хирургии.
Успешному развитию хирургии сердца, сосудов и других органов (печень, почки, желудочно-кишечный тракт, конечности), а также и трансплантологии способствует внедрение А. Л. Микаеляном в процесс реконструктивных операций уникального комплекса инвазивных и неинвазивных методов исследования патофизиологических, биохимических и структурных изменений в этих органах с целью изучения патологических и адаптационных компенсаторных перестроек в организме на разных этапах развития заболевания и хирургического лечения.
Под руководством А. Л. Микаеляна в Армении создана большая школа высококвалифицированных специалистов, способных работать в областях сердечно-сосудистой хирургии, трансплантологии и смежных с ними дисциплин — анестезиологии, реаниматологии, искусственного кровообращения, микрохирургии, пластической хирургии, гравитационной хирургии. Под его непосредственным руководством было защищено 36 кандидатских и 10 докторских диссертаций, а всего подготовлено 24 докторов и 85 кандидатов наук, многие из которых ныне работают в ведущих медицинских учреждениях Республики.
А. Л. Микаелян и руководимый им Филиал внесли большой вклад в медицину катастроф. После Спитакского землетрясения Ереванский филиал ВНЦХ АМН СССР был преобразован в мощный многопрофильный высокоспециализированный Центр для госпитализации и лечения особо тяжелого контингента пострадавших — с комплексными сочетанными повреждениями (СП) жизненно важных органов и синдромом длительного сдавления (СДС) — крашсиндрома при наличии острой почечной недостаточности (ОПН).
Впервые в литературе на огромном массиве больных была разработана классификация тяжести СДС — 4 клинические группы с учетом наличия и отсутствия ОПН и СП (I-A, I-Б, II-A, II-Б) соответственно тяжести их клинического состояния.
Всем пострадавшим проводилась комплексная терапия, включавшая консервативные и активные методы детоксикации (гемодиализ, плазмаферез. гемосорбцию, гемофильтрацию, ГБО, УФО и др.), низкодозную терапию ЯК (усредненную до 50 мг без учета массы тела) и различные операции на поврежденных органах.
Общая госпитальная летальность пострадавших от землетрясения составляла в Филиале 14,1 %. У больных СДС при наличии ОПН она была минимальной (21,1 %) относительно литературных данных (35-70 %). Но у больных с СДС IA клинической группы (без ОПН и без СП) она составила всего лишь 7,3 %.
Избранный в 1989 г. председателем Армянского Фонда «Милосердие и здоровье», Александр Львович Микаелян много сделал для ликвидации тяжелых медико-социальных последствий Спитакского землетрясения, организуя материальную и медицинскую помощь населению в зонах бедствия, депортированным гражданам и населению Карабаха.
А. Л. Микаелян — организатор и главный редактор журнала «Кровообращение» АН Арм. ССР, а также председатель Армянского отделения Всесоюзного научного общества «Знание». Он проводил большую работу по пропаганде научных знаний и является организатором и участником новой формы работы — выездных научно-практических конференций ведущих сотрудников Филиала в лечебные учреждения раздичных районов Республики. К тому же он организатор на базе Филиала в 1979—1990 гг. 22 Республиканских, Всесоюзных и Международных конференций. А. Л. Микаелян — автор 333 опубликованных научных работ (из них 3 монографии), посвященных различным аспектам сердечно-сосудистой хирургии и трансплантологии. Им и его сотрудниками было проведено свыше 60000 различных реконструктивных операций на жизненно важных органах, из которых более 4000 — при пороках сердца.

## Смерть
18 августа 1991 года Александр Львович Микаелян скоропостижно скончался. Ведущие специалисты Филиала обратились к правительству Республики Армения с просьбой увековечить его имя. И 12 марта 1992 был издан приказ Исполкома совета народных депутатов Еревана о переименовании Ереванского филиала ВНЦХ АМН СССР в честь его основателя — в Институт хирургии им. А. Л. Микаеляна.

## Награды
Награждён орденами Дружбы народов и «Знак Почёта».